# Old Carthusians FC
Old Carthusians FC is een Engelse voetbalclub uit Godalming, een stadje uit het district Waverley, Surrey. De spelers zijn oud-studenten van de Charterhouse School. De club werd in 1876 opgericht en won 5 jaar later de FA Cup met 3-0 tegen de andere studentenclub Old Etonians. In 1894 en 1897 werd de FA Amateur Cup gewonnen.
De club bestaat nog steeds. In 2006 werd de club kampioen van de Arthurian League dat deel uitmaakt van de Amateur Football Alliance.